# Ponikła (Miastko)
Ponikła (deutsch Ponickel) ist ein Dorf in der Landgemeinde Miastko (Rummelsburg i. Pom.) im Powiat Bytowski (Bütower Kreis) der polnischen Woiwodschaft Pommern.

## Geographische Lage
Das Dorf liegt in Hinterpommern, etwa 16 Kilometer nordnordöstlich von Miastko (Rummelsburg i. Pom.), sieben Kilometer nordnordwestlich des Kirchdorfs Wałdowo  (Waldow) und 1 ½ Kilometer nordwestlich des Dorfs Role (Grünwalde). 
Nördlich des Orts fließt der Schonitzbach, der nordwestlich bei Osówka (Waldrode) in die Wipper mündet.

## Geschichte

Ponickel, nordnordöstlich von Rummelsburg und nordnordwestlich des Kirchdorfs Waldow, auf einer Landkarte von 1915

Das Gut Ponickel, ein altes Puttkamerschen Lehen, hatte um 1782 der Landrat Georg Christian von Puttkamer (1716–1789) besessen. Sein Enkel Friedrich Albert Theodor von Puttkamer (1767–1854), Prälat in Cammin, Königlich preußischer Lieutenant a. D., erbte 1789 die Güter Grünwalde, Ponickel und Saaben und verkaufte sie 1792 an General Blücher für 25.000 Taler, einigte sich aber schon 1797 mit Blücher auf dessen Wunsch hin darauf, dass dieser sie wieder zurückgab. 1801 wurden Grünwalde, Ponickel und Saaben von Friedrich Albert Theodor von Puttkamer erneut verkauft.  Laut Vasallen-Tabelle besaß um 1804 der Ritterschaftsrat von Heyden die Güter Grünwalde, Ponickel und Saaben.
Nach den Verzeichnissen der Pommerschen Ritterschaft gehörte das Gut Ponickel am 1. Januar 1862 Eduard August Hemptenmacher, Kommerzienrat und Konsul in Rügenwalde, Abgeordneter zum Pommerschen Provinziallandtag aus dem Stand der Städte, der das Lehen 1842 für 34.000 Taler gekauft hatte 
und es auch noch 1884 besaß. Von diesem erhielten es am 6. Mai 1889 der Konsul Eduard John und dessen Ehefrau Marie geb. Hemptenmacher zu Rügenwalde, deren Erben es am 5. Januar 1922 an den Landwirt Eberhard Caspar in Windtkeim bei Rastenburg verkauften. Dieser überließ es am 21. Mai 1929 dem Rittergutsbesitzer Willi Gürke in Ponickel, von dem es 1937 an Max Schmeling überging, der es bis 1945 besaß und dem hier 2006 ein Denkmal gesetzt wurde.
Am 1. Dezember 1913 wurden auf der 1711,0 Hektar großen Gutsbezirk Ponickel 32 viehhaltende Haushaltungen gezählt, die zusammen 16 Pferde, 95 Stück Rindvieh, 23 Schafe und 103 Stück Borstenvieh hielten.
Am 1. April 1927 hatte das Gut Ponickel eine Flächengröße von 1710 Hektar und 97 Ar, und am 16. Juni 1925 hatte der Gutsbezirk 167 Einwohner. Am 30. September 1928 wurde der Gutsbezirk Ponickel in die Landgemeinde Grünwalde-Saaben eingegliedert und bildete dort bis 1945 einen amtlichen Wohnplatz.
Die Landgemeinde Grünwalde-Saaben mit dem Wohnplatz Ponickel gehörte im Jahr 1945 zum Landkreis Rummelsburg im Regierungsbezirk Köslin der preußischen Provinz Pommern des Deutschen Reichs und war dem Amtsbezirk Ponickel zugeordnet. Das Standesamt befand sich in Ponickel.
Gegen Ende des Zweiten Weltkriegs wurde der Wohnplatz Ponickel Anfang März 1945 von der Roten Armee besetzt. Anschließend wurde Ponickel zusammen mit ganz Hinterpommern von der Sowjetunion der Volksrepublik Polen zur Verwaltung überlassen. In der Folgezeit wurden die allermeisten einheimischen Dorfbewohner von der polnischen Administration aus Ponickel vertrieben. Der Ortsname Ponickel wurde zu „Ponikła“ polonisiert.

### Demographie
| Jahr | Einwohner | Anmerkungen |
| ---- | --------- | --- |
| 1782 | –         | altes Puttkamerschen Lehen, bestehend aus einem Vorwerk mit zwei Feuerstellen (Haushaltungen) und dem am Schonitzbach gelegenen Vorwerk Schonitz mit einer Holzwärterwohnung, dem Landrat George Christian von Puttkamer gehörig |
| 1818 | 031       | Vorwerk, adlige Besitzung, zum Kirchspiel Waldow gehörig |
| 1852 | 151       | Rittergut |
| 1864 | 137       | am 3. Dezember, Gutsbezirk |
| 1867 | 187       | am 3. Dezember, Gutsbezirk |
| 1871 | 202       | am 1. Dezember, Gutsbezirk, sämtlich Evangelische |
| 1885 | 240       | am 1. Dezember, Gutsbezirk, sämtlich Evangelische |
| 1895 | 222       | am 2. Dezember, Gutsbezirk, sämtlich Evangelische |
| 1910 | 206       | am 1. Dezember, Rittergut |
| 1925 | 167       | am 16. Juni, Gutsbezirk |

## Kirche

### Kirchspiel bis 1945
Die vor 1945 in Ponickel anwesenden Einheimischen waren größtenteils evangelischer Konfession. Die evangelischen Einwohner gehörten zum evangelischen Kirchspiel Waldow im Kirchenkreis Schlawe in der Kirchenprovinz Pommern der Evangelischen Kirche der Altpreußischen Union. 
Das katholische Kirchspiel war in Rummelsburg i. Pom.

### Kirchspiel seit 1946
Die seit 1945 und Vertreibung der Einheimischen hier lebende polnische Dorfbevölkerung ist größtenteils römisch-katholisch und gehört der Römisch-katholischen Kirche in Polen an.
Hier lebenden evangelische Kirchenglieder werden von der Evangelisch-Augsburgischen Kirche in Polen betreut. Das zuständige Pfarramt ist das der Kreuzkirche in Słupsk (Stolp).

## Persönlichkeiten
- Georg Christian von Puttkamer (1716–1789), preußischer Landrat, stand nacheinander dem Rummelsburger Kreis und dem Flemmingschen Kreis in Hinterpommern vor, besaß die väterlichen Güter Grünwalde, Ponickel und Saaben, seit er diese 1750 einlösen konnte
- Gebhard Leberecht von Blücher (1742–1819), preußischer Generalfeldmarschall, kaufte 1792 die Güter Grünwalde, Ponickel und Saaben, einigte sich aber schon 1797 mit dem Verkäufer darauf, dass dieser sie wieder zurücknahm[2]
- Max Schmeling (1905–2005), deutscher Schwergewichtsboxer, zwischen 1930 und 1932 Schwergewichts-Boxweltmeister, kaufte das Gut Ponickel 1937 und besaß es bis 1945